# Hechicero Supremo
El Hechicero Supremo (Sorcerer Supreme en inglés) es un título en posesión del más poderoso hechicero de la Tierra, dentro del universo ficticio de Marvel Comics.
Esta denominación es única, por lo que solo puede existir un Hechicero Supremo en el mismo universo. Por lo tanto, el título de hechicero suele cederse en el momento de la muerte, y generalmente pasa de maestro a alumno.
Todos los Hechiceros Supremos deben dominar las artes místicas y ser el principal protector de la Tierra contra las amenazas mágicas y místicas de otras dimensiones o mundos.

## Historia
En los primeros albores de la Tierra, surgió el primer Hechicero Supremo, Agamotto, que dotado de un inmenso poder, hizo prosperar el misticismo y mantuvo este título durante milenios antes de ceder el título a otro.
Desde entonces, otros poderosos hechiceros han ostentado este título en la Tierra, como Zhered-Na, Makeen o Merlín.
Pero sin duda alguna, el actual y más conocido Hechicero Supremo es Doctor Strange, que desempeña esta faceta desde el momento en que su mentor y predecesor El Anciano, se desvanece y pasa a formar parte de Eternidad. Desde entonces Strange es poseedor de este título y será el representante más reconocido de la orden.
Cuando el Dr. Strange abdicó de su posición como Hechicero Supremo, el Ojo de Agamotto creó una visión que mostraba a los muchos seres místicos que eran potencialmente dignos y/o capaces de asumir el título. Varios optaron al mismo, alguno lo fue brevemente y otros como Wiccan, se cree que lo será en un futuro.

## Lista de hechiceros
| #  | Hechicero                     | Periodo          | Ref.   |
| -- | ----------------------------- | ---------------- | ------ |
| 1  | Agamotto                      | Primer Hechicero | [ 7 ]  |
| 2  | Zhered-Na                     | (~16,500 AC)     | [ 8 ]  |
| 3  | Shamhat of Akah Ma'at         | (~15,000 AC)     | [ 9 ]  |
| 4  | Ayesha                        | (~10,000 AC)     | [ 9 ]  |
| 5  | Hermes Trismegistus           | (~6000 AC)       | [ 9 ]  |
| 6  | Aged Genghis                  | (~3000 AC)       | [ 10 ] |
| 7  | Zoroaster                     | (~1800 AC)       | [ 11 ] |
| 8  | Salomé                        | (~1300 AC)       | [ 12 ] |
| 9  | Rey Salomón                   | (~1100 AC)       | [ 13 ] |
| 10 | Balkis (Reina de Saba)        | (~800 AC)        | [ 14 ] |
| 11 | El Triumvirato                | (~550 AC)        | [ 15 ] |
| 12 | Caius de Esparta              | (~400 AC)        | [ 9 ]  |
| 13 | Zhang Jiao                    | (~100 AC)        | [ 9 ]  |
| 14 | Merlín                        | (~500 DC)        | [ 16 ] |
| 15 | Makeen                        | (~616 DC)        | [ 17 ] |
| 16 | Reverendo Hiram Shaw          | (~1690 DC)       | [ 18 ] |
| 17 | Sir Isaac Newton              | (~1700s DC)      | [ 16 ] |
| 18 | Demon Rider (Kushala)         | (~1850s DC)      | [ 19 ] |
| 19 | Nina                          | (~1950s DC)      | [ 20 ] |
| 20 | El Anciano                    | siglo XX         | [ 21 ] |
| 21 | Doctor Strange                | siglo XXI        | [ 17 ] |
| #  | Margali Szardos               |                  | [ 22 ] |
| #  | Doctor Voodoo (Jericho Drumm) |                  | [ 23 ] |
| #  | Loki Laufeyson                |                  | [ 24 ] |

| # | Hechicero                 | Dimensión                      | Ref.   |
| - | ------------------------- | ------------------------------ | ------ |
| # | Clea                      | Dimensión Oscura               | [ 25 ] |
| # | Magik (Illyana Rasputina) | Limbo                          | [ 26 ] |
| # | Shanzar                   | Dimensión de "materia extraña" | [ 27 ] |
| # | Tiboro                    | Sexta Dimensión                | [ 28 ] |
| # | Szandor Sozo              | Dimensión #13                  | [ 29 ] |
| # | Aggamon                   | Dimensión Púrpura              | [ 30 ] |
| # | Krugarr                   | Tierra-691                     | [ 31 ] |

## En otros medios
Dentro del Universo Cinematográfico de Marvel, el Hechicero Supremo es el Doctor Stephen Strange, interpretado por Benedict Cumberbatch, que asume este título desde Doctor strange (2010) hasta Avengers: Endgame (2019).
Desde ahí, el título del Hechicero Supremo recaería sobre Wong, interpretado por Benedict Wong, desde Spider-Man: No Way Home (2021).